# Денисова, Раиса Никифоровна
Раиса Никифоровна Денисова (1926—2013) — советская работница сельского хозяйства, доярка, Герой Социалистического Труда.

## Биография
Родилась 20 августа 1926 года в Украинской ССР.
С 1941 г. колхозница колхоза им. Кирова Ростовской области.
В 1946 году переехала в хутор Богураев Белокалитвинского района Ростовской области, а затем в село Литвиновка, где её приютила семья колхозного кузнеца. Работала на ферме колхоза «Родина» дояркой и заготовщиком корма для животных.
После тяжелой болезни Раисе Никифоровне был запрещён тяжелый труд. Она окончила Тарасовское
сельское профтехучилище (1970) и стала заведующей молочно-товарной фермой колхоза «Мир» Белокалитвинского района Ростовской области.
Занималась общественной деятельностью, была членом КПСС. Являясь членом Центральной ревизионной комиссии КПСС (1971—1976 годы), отстаивала интересы земляков в самых высоких инстанциях. Также была делегатом XXIV съезда КПСС (1971 год).
Жила в селе Литвиновка Белокалитвинского района Ростовской области. Героя часто посещали представители районной администрации и сельского поселения, поздравляя с праздниками.
Умерла 3 ноября 2013 года.

## Награды
- Указом Президиума Верховного Совета СССР от 22 марта 1966 года за достигнутые успехи в развитии животноводства, увеличении производства молока Денисовой Раисе Никифоровне присвоено звание Героя Социалистического Труда с вручением ордена Ленина и золотой медали «Серп и Молот».
- Также была награждена медалями.
- Является почетным гражданином города Белая Калитва и района (с 2003 года).[3]
- В 2011 году губернатор Ростовской области Василий Голубев объявил Раисе Никифоровне благодарность.[5]